# Greencastle (County Down)

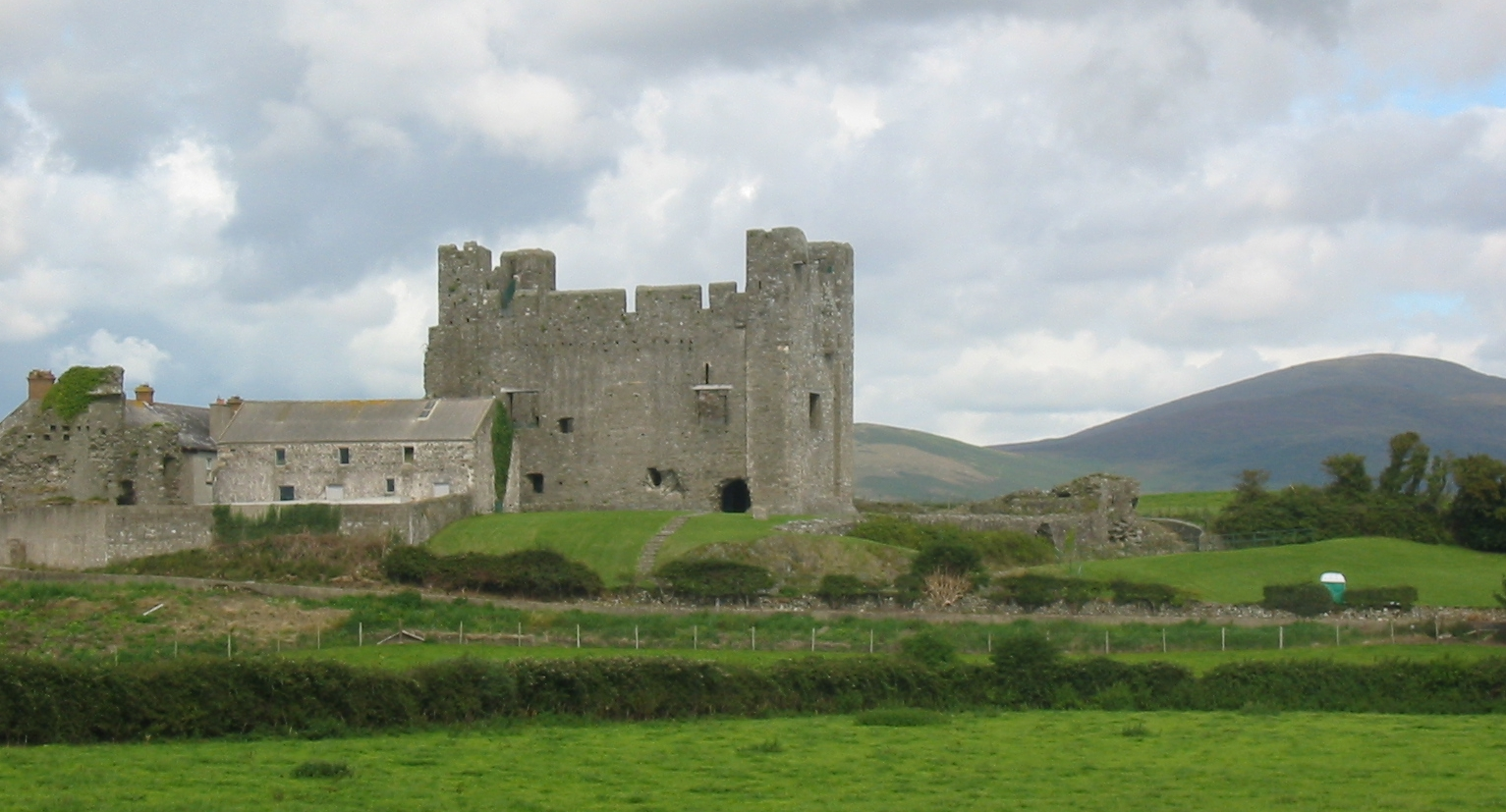
Greencastle

Greencastle (irisch Caisleán na hOireanaí) ist eine königliche Burg im nordirischen County Down. Sie wurde im 13. Jahrhundert erbaut und im 15. und 16. Jahrhundert wesentlich verändert. Der große, rechteckige Donjon hat drei Gewölberäume im Erdgeschoss. Er ist über eine Brücke, die über einen in den Fels geschnittenen Graben führt, erreichbar. Ursprünglich war er von einer Mauer im Karrée umgeben, die vier Ecktürme hatte. Deren Ruinen sind heute noch sichtbar. Wahrscheinlich ließ Hugh de Lacy die Burg zusammen mit Carlingford Castle auf der anderen Seite des Carlingford Lough errichten. Die beiden Burgen sollten den schmalen Zugang zum Carlingford Lough überwachen und waren mit einer Fähre verbunden.
Der Hügel einer früheren, normannischen hölzernen Motte, möglicherweise von John de Courcy errichtet, befindet sich heute noch an der Seeseite. Nach einer Legende heiratete John de Courcy auf Greencastle, aber dies muss dann wohl auf der früheren Motte stattgefunden haben. Nach Auskunft der Informationstafeln auf der Burg wurde diese 1264–1333 für die englische Krone von Richard Og de Burgh, 2. Earl of Ulster gehalten. Während der schottischen Invasion ab 1315 wurde sie von Edward Bruce erobert, doch nach dem Scheitern der Invasion 1318 zurückerobert. Ende des 14. Jahrhunderts wurde Greencastle mindestens zweimal von den Iren angegriffen, war aber bis in die 1590er-Jahre eine englische Garnison. In den 1500er-Jahren wurde die Burg vom Earl of Kildare gehalten und dann von Nicholas Banenal aus Newry. Nach einer Bombardierung durch Cromwells Truppen, die verhindern sollte, dass sie von rebellischen Streitkräften genutzt würde, war Greencastle nicht mehr nutzbar.
Die Burg ist ein State Care Historic Monument im Townland von Greencastle im District Newry, Mourne and Down.